# Bleiche Mutter, zarte Schwester
Bleiche Mutter, zarte Schwester (traduction du titre allemand : « Mère blafarde, tendre sœur ») est une pièce de théâtre dramatique écrite par l'écrivain franco-espagnol Jorge Semprún en 1995, sur une demande du metteur en scène allemand Klaus Michael Grüber.
Elle fut représentée à quinze reprises dans le cimetière militaire soviétique du Belvédère (de), au pied du château du Belvédère à Weimar, en 1995.

## Thème
Klaus Michael Grüber a demandé à Jorge Semprún d'écrire un texte dramatique sur la mémoire allemande, à la fois une mémoire du deuil et une mémoire dont il faut faire le deuil, tant le destin de l'Allemagne au XXe siècle est dramatique.
Semprún bâti sa pièce autour de la figure de Carola Neher, grande comédienne allemande des années 1920, qui finira par fuir le régime nazi en Union soviétique, où elle périra des suites des Purges staliniennes.
Le sujet est relativement voisin d'une autre pièce de Semprún, Le Retour de Carola Neher, écrite en 1998.